# 圣母升天圣殿 (卡利什)
圣母升天圣殿（Bazylika kolegiacka Wniebowzięcia Najświętszej Maryi Panny w Kaliszu）是一座罗马天主教次级宗座圣殿、协同教堂、堂区教堂，位于波兰大波蘭省卡利什市中心的圣若瑟广场（Plac św. Józefa）7号，由总主教雅罗斯瓦夫·博戈里亚和斯科特尼克创建于1353年， 1790年后重建，兼具巴洛克与哥特式风格，1359年成为协同教堂，1978年升格为宗座圣殿。1965年列入波兰古迹名录。
1997年6月，教宗若望保禄二世来此，在圣家画像前祈祷。每年有超过20万人参观教堂。圣若瑟的朝圣者来自波兰各地，主要是工匠。
2016年，在翻修期间，发现了14世纪的砂岩 哥特式窗户.

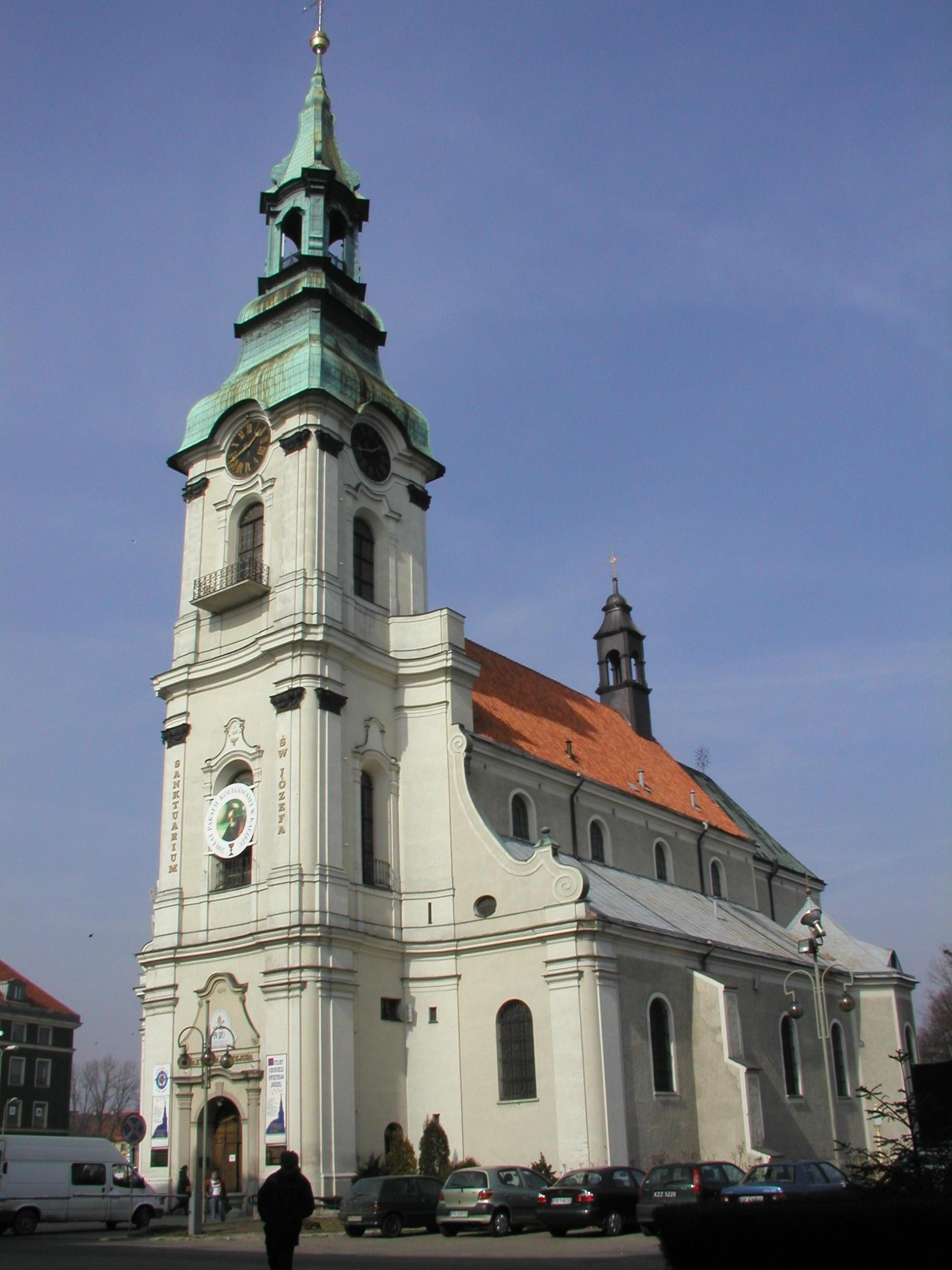
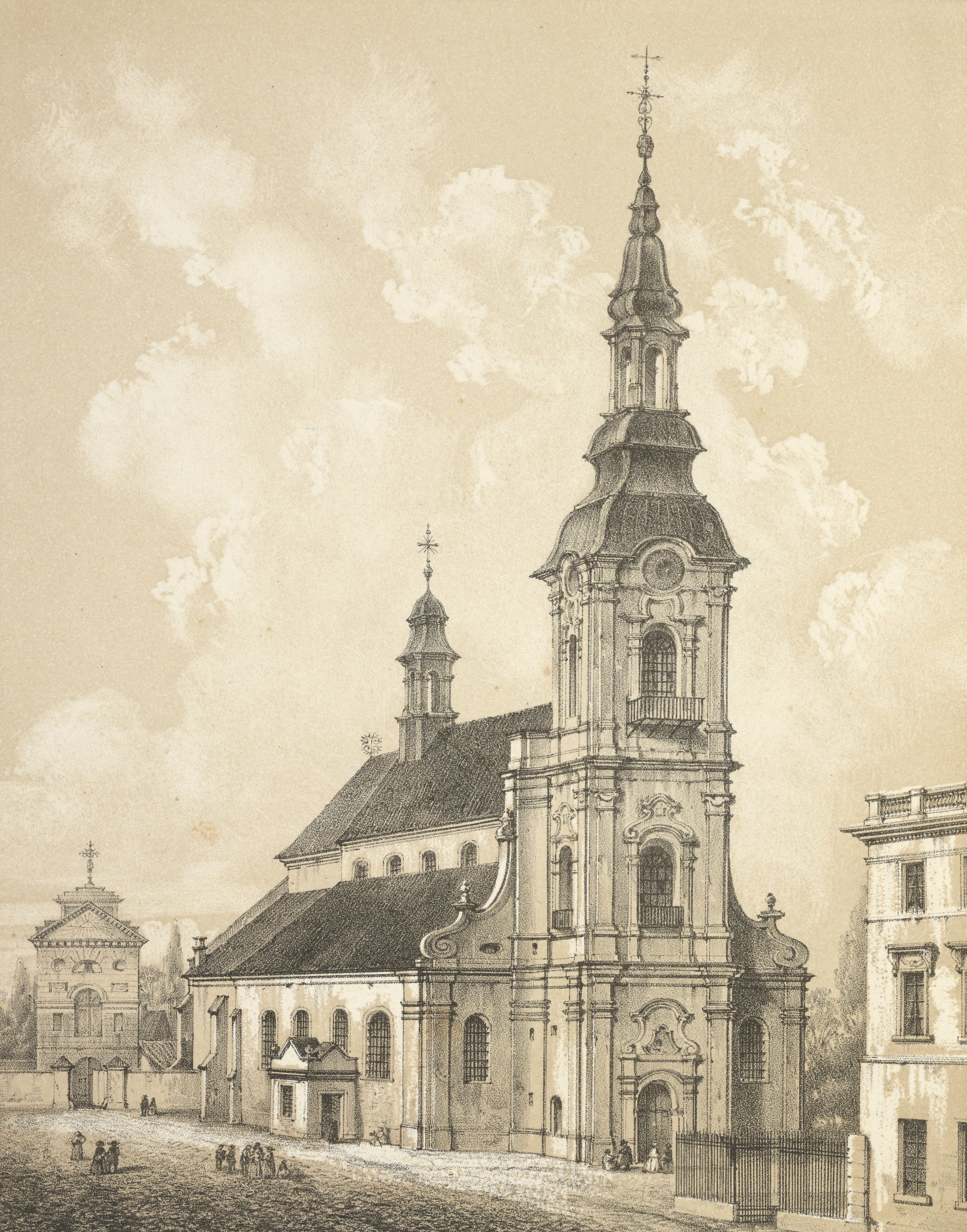
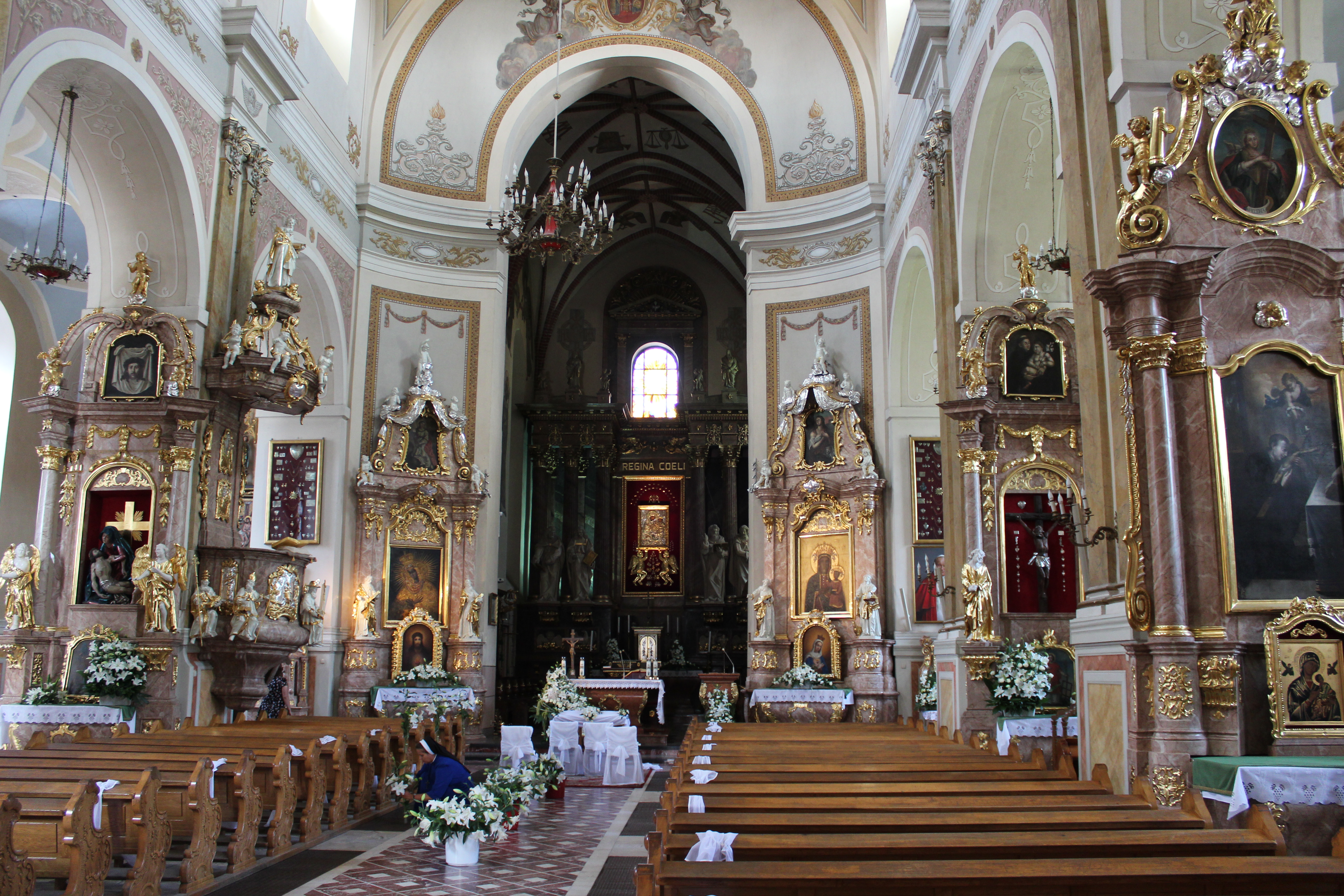
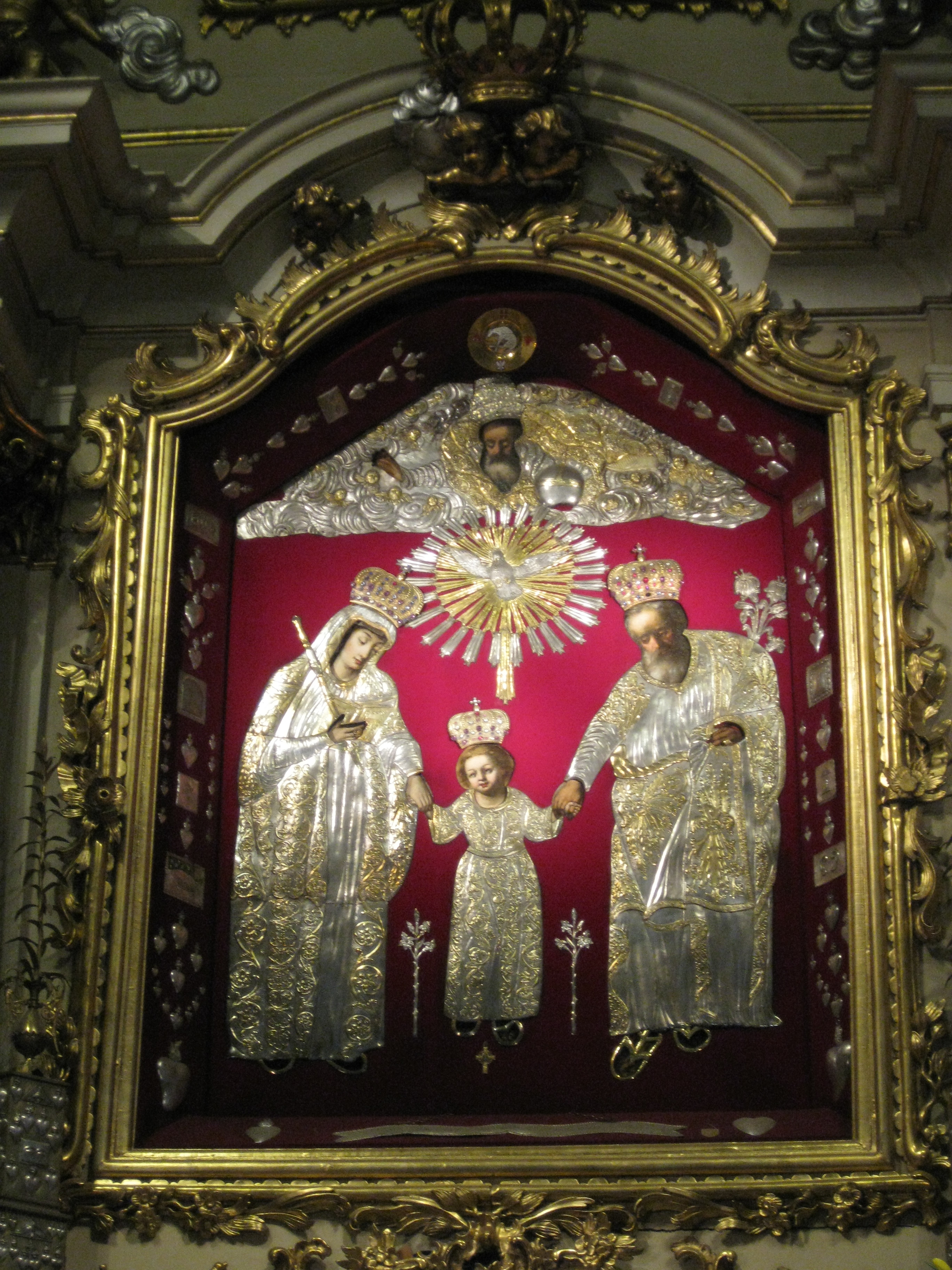
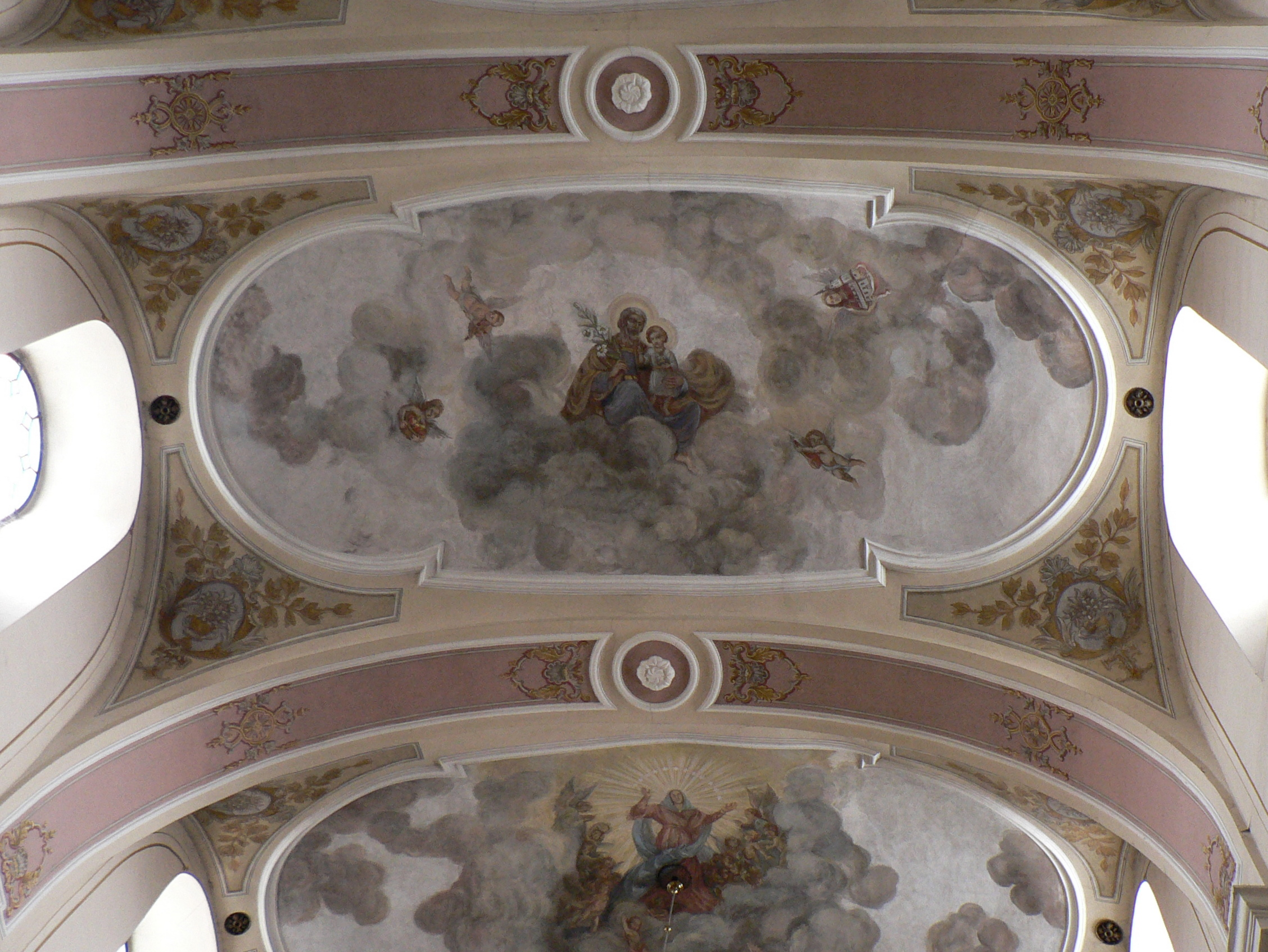